# آرون دا سيلفا
آرون دا سيلفا هو لاعب كرة قدم برازيلي، ولد في 2 ديسمبر 1983 في البرازيل. لعب مع برسيب باندونغ.

## وصلات خارجية
- آرون دا سيلفا على موقع قاعدة بيانات كرة القدم.إي يو (الإنجليزية)
- آرون دا سيلفا على موقع Soccerway.com (الإنجليزية)